# Ephippiochthonius vicenae
Espèce
Ephippiochthonius vicenae est une espèce de pseudoscorpions de la famille des Chthoniidae.

## Distribution
Cette espèce est endémique du Pays valencien en Espagne. Elle se rencontre vers Xixona.

## Description
Le mâle holotype mesure 1,84 mm,les mâles mesurent de 1,84 à 1,90 mm et les femelles de 2,26 à 2,40 mm.

## Étymologie
Cette espèce est nommée en l'honneur de Vicen Ripoll, l'épouse de Juan Antonio Zaragoza.

## Publication originale
- Zaragoza, 2017 : Revision of the Ephippiochthonius complex in the Iberian Peninsula, Balearic Islands and Macaronesia, with proposed changes to the status of the Chthonius subgenera (Pseudoscorpiones, Chthoniidae). Zootaxa, no 4246(1), p. 1–221.